# Sent Julian de Pairolaç
Sent Julian de Pairolaç (en francès Saint-Julien-de-Peyrolas) és un municipi francès situat al departament del Gard i a la regió d'Occitània.